# 환상여행 (드라마)
《환상여행》은 KBS 2TV에서 1999년 8월 23일부터 1999년 9월 14일까지 방영되었던 월화 미니시리즈이며, 매주 한 가지 이야기를 2회에 걸쳐 엮는 옴니버스 드라마이다.
이 드라마는 《초대》의 주인공 최영주 역이 이승연에서 이영애로 바뀌면서 시간을 벌기 위해 긴급 편성되었다.

## 구성
| 회차 | 방송일          | 부제                    | 내용                                                                                   |
| ---- | --------------- | ----------------------- | -------------------------------------------------------------------------------------- |
| 1회  | 1999년 8월 23일 | 기다림                  | 무명화가가 어부의 딸과 사랑에 빠져 아이까지 낳지만 모녀를 버리고 부잣집 딸과 결혼한다. |
| 2회  | 1999년 8월 24일 | 기다림                  | 무명화가가 어부의 딸과 사랑에 빠져 아이까지 낳지만 모녀를 버리고 부잣집 딸과 결혼한다. |
| 3회  | 1999년 8월 30일 | 피아노 소리             | 천재적인 여자 작곡가를 살해하고 그녀의 작품을 뺏아 자신의 것으로 발표하는 남자 작곡가. |
| 4회  | 1999년 8월 31일 | 피아노 소리             | 천재적인 여자 작곡가를 살해하고 그녀의 작품을 뺏아 자신의 것으로 발표하는 남자 작곡가. |
| 5회  | 1999년 9월 6일  | 언덕 위의 집            | 귀신 들린 집에 살게 된 남자가 귀신의 한을 풀어준다.                                    |
| 6회  | 1999년 9월 7일  | 언덕 위의 집            | 귀신 들린 집에 살게 된 남자가 귀신의 한을 풀어준다.                                    |
| 7회  | 1999년 9월 13일 | 세상에서 가장 슬픈 노래 | 숨진 아들의 영혼이 일벌레 아빠를 찾아오는 바람에 대신 엄마가 죽을 고비를 넘긴다.       |
| 8회  | 1999년 9월 14일 | 세상에서 가장 슬픈 노래 | 숨진 아들의 영혼이 일벌레 아빠를 찾아오는 바람에 대신 엄마가 죽을 고비를 넘긴다.       |